# Dorolț
Dorolț (Puszradaróc en hongrois) est une commune roumaine du județ de Satu Mare, dans la région historique de Transylvanie et dans la région de développement du Nord-ouest.

## Géographie
La commune de Dorolț est située dans le nord du județ, à la frontière avec la Hongrie, dans la plaine du Someș, sur la rive droite de la rivière Someș, à 4 km de la frontière hongroise et à 10 km au nord-ouest de Satu Mare, le chef-lieu du județ.
La municipalité est composée des quatre villages suivants (population en 2002) :
- Atea (368) ;
- Dara (1 190) ;
- Dorolț (1 568), siège de la commune ;
- Petea (365).

## Histoire
La première mention écrite du village de Dorolț date de 1245 sous le nom de Lazaar-Darouch. Le village de Petea est lui signalé dès 1215 tandis que Dara n'est mentionné qu'en 1300 et Atea en 1314.
La commune, qui appartenait au royaume de Hongrie, faisait partie de la principauté de Transylvanie et elle en a donc suivi l'histoire.
Après le compromis de 1867 entre Autrichiens et Hongrois de l'empire d'Autriche, la principauté de Transylvanie disparaît et, en 1876, le royaume de Hongrie est partagé en comitats. Dorolț intègre le comitat de Szatmár (Szatmár vármegye).
À la fin de la Première Guerre mondiale, l'Empire austro-hongrois disparaît et la commune rejoint la Grande Roumanie au traité de Trianon.
En 1940, à la suite du deuxième arbitrage de Vienne, elle est annexée par la Hongrie jusqu'en 1944, période durant laquelle la communauté juive est exterminée par les nazis. Elle réintègre la Roumanie après la Seconde Guerre mondiale au traité de Paris en 1947.
En 1970, le village de Dara est gravement endommagé par les inondations du Someș.

## Politique
Le conseil municipal de Dorolț compte 13 sièges de conseillers municipaux. À l'issue des élections municipales de juin 2008, Mihai Găman (UDMR) a été élu maire de la commune.
| Parti                                      | Nombre de conseillers |
| ------------------------------------------ | --------------------- |
| Union démocrate magyare de Roumanie (UDMR) | 12                    |
| Parti social-démocrate (PSD)               | 1                     |

## Religions
En 2002, la composition religieuse de la commune était la suivante :
- Réformés, 52,82 % ;
- Catholiques romains, 33,28 % ;
- Grecs-Catholiques, 9,65 % ;
- Chrétiens orthodoxes, 3,09 %.

## Démographie
En 1910, à l'époque austro-hongroise, la commune comptait 2 358 Hongrois (98,00 %) et 11 Roumains (0,46 %).
En 1930, on dénombrait 1 426 Hongrois (56,81 %), 919 Roumains (36,61 %), Ukrainiens (2,07 %), 42 Juifs (1,67 %), 48 Tsiganes (1,91 %) et 20 Allemands (0,80 %).
En 1956, après la Seconde Guerre mondiale, 2 912 Hongrois (89,02 %) côtoyaient 320 Roumains (9,78 %) et 39 Tsiganes (1,19 %).
En 2002, la commune comptait 2 866 Hongrois (82,09 %), 446 Tsiganes (12,77 %) et 178 Roumains (5,09 %).
| 1880  | 1890  | 1900  | 1910  | 1920  | 1930  | 1941  | 1956  | 1966  |
| ----- | ----- | ----- | ----- | ----- | ----- | ----- | ----- | ----- |
| 1 793 | 2 136 | 2 503 | 2 406 | 2 271 | 2 510 | 2 721 | 3 271 | 3 298 |

| 1977  | 1992  | 2002  | 2007  | - | - | - | - | - |
| ----- | ----- | ----- | ----- | - | - | - | - | - |
| 3 372 | 3 408 | 3 491 | 3 509 | - | - | - | - | - |

## Économie
L'économie de la commune repose sur l'agriculture et l'élevage.

## Communications

### Routes
Dorolț est située sur la route nationale DN19A qui rejoint Satu Mare au sud-est et la Hongrie à l'ouest. La route régionale DJ194C mène vers Lazuri au nord-est.

## Lieux et Monuments
- Dorolț, église catholique romaine d'origine médiévale, reconstruite entre 1739 et 1769, classée monument historique[6].
- Dorolț, château néo-classique Ember Géza et son parc.
- Atea, église réformée de style gothique datant du XVe siècle, classée monument historique[6],[7].
- Atea, manoir Pál.
- Petea, église orthodoxe de 1861[6].
- Petea, église grecque-orthodoxe des Sts Archanges datant de 1825[6]
- Dara, lac de 4 ha occupant un ancien méandre du Someș.